# Sharp EL-8

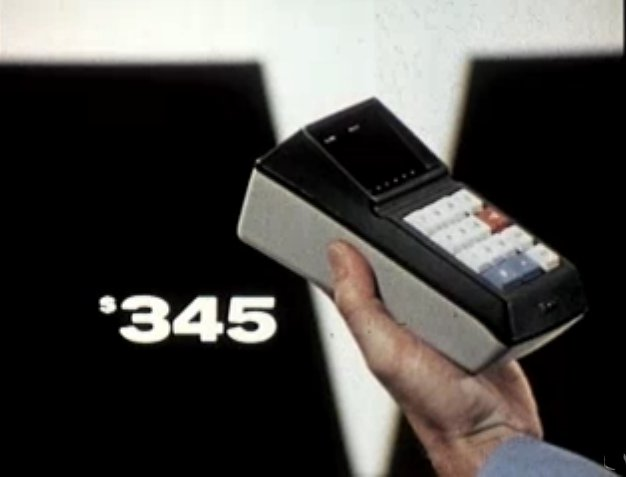
Photo d'une annonce publicitaire pour l'EL-8, avec son prix de $345.

Le Sharp EL-8, aussi connu sous le nom d'ELSI-8, a été l'une des premières calculatrices électroniques portables produites en masse et la première calculatrice de poche fabriqué par Sharp. Introduit au début de 1971, il était basé sur les modèles précédents, les Sharp QT-8D et QT-8B. L'EL-8 utilise les mêmes circuits logiques, mais il était redessiné pour être plus petit.